# قومية موسيقية
تشير القومية الموسيقية إلى استخدام الأفكار أو الزخارف الموسيقية التي يجري تحديدها مع بلد أو منطقة أو عرق معين، مثل الألحان والألحان الشعبية والإيقاعات والتناغم المستوحى منها.

## تاريخها
ظهرت القومية الموسيقية كحركة موسيقية في أوائل القرن التاسع عشر فيما يتعلق بحركات الاستقلال السياسي، وتميزت بالتركيز على العناصر الموسيقية الوطنية مثل استخدام الأغاني الشعبية والرقصات أو الإيقاعات الشعبية، أو على تبني مواضيع قومية كأوبرا أو قصائد سيمفونية وغيرها من أشكال الموسيقا. عندما تشكلت دول جديدة في أوروبا، كانت القومية في الموسيقا بمثابة رد فعل ضد هيمنة التقليد الكلاسيكي الأوروبي السائد حيث بدأ الملحنون في فصل أنفسهم عن المعايير التي وضعها التقليديون الإيطاليون والفرنسيون والألمان بشكل خاص.
هناك خلاف بشأن متى نشأت القومية الموسيقية على وجه التحديد. ترى إحدى وجهات النظر أنها بدأت مع حرب التحرير ضد نابليون، ما أدى إلى أجواء متقبلة في ألمانيا ويبر لأوبرا دير فريشوتز (1821)، وبعدها أعمال ريتشارد فاجنر الملحمية المبنية على الأساطير التيوتونية. وفي الوقت نفسه تقريبًا، أنتج نضال بولندا من أجل التحرر من روسيا القيصرية روحًا قومية في أعمال البيانو والتراكيب الأوركسترالية مثل الخيال على الأجواء البولندية للمبدع فريديريك شوبان، وبعد ذلك بفترة قليلة تردد صدى تطلع إيطاليا للاستقلال عن النمسا في العديد من أوبرات جوزيبي فيردي.  تعد بلدان مثل روسيا وجمهورية التشيك وبولندا ورومانيا والمجر والدول الاسكندنافية وإسبانيا والمملكة المتحدة وأمريكا اللاتينية والولايات المتحدة من أكثر البلدان ارتباطًا بالقومية الموسيقية.

## من منظور علم الموسيقا الإثني
غالبًا ما يتطلب علم الموسيقا الإثنية ضرورة التركيز على العلاقة بين الموسيقا والحركات القومية في جميع أنحاء العالم، وذلك عقب ظهور الدول الحديثة كنتيجة للعولمة والمثل العليا المرتبطة بها، على النقيض من عالم ما قبل الإمبريالية.
تشمل الدراسات الحديثة لحالات الموسيقا المستخدمة في الحركات القومية أبحاث تورينو عن حركة استقلال زيمبابوي في السبعينيات والثمانينيات. استخدم القوميون من زانو ومقاتلوهم من زانلا الأغاني السياسية كوسيلة لإشراك مجموعة متنوعة من الطبقات الاجتماعية والاقتصادية، إذ استُشهد بممارسات الشونا الثقافية التقليدية، بما في ذلك الموسيقا. شكل الزعيم الثوري روبرت موغابي رابطة الشباب، التي نظمت وأدت بانتظام رقصات قبلية كجزء من اجتماعات الحزب. استخدمت رابطة الشباب الموسيقا القبلية الأفريقية ما قبل الاستعمار من خلال الارتباط بحركة الاستقلال لإشعال الرغبة الشعبية في العودة إلى الحكم الأفريقي قبل الاستعمار. ومع ذلك، يوضح تورينو أيضًا أن الأنماط الموسيقية «العالمية» بالإضافة إلى الموسيقا التقليدية تتقاطع لتحديد الموسيقا الوطنية في زيمبابوي في النهاية.
ركزت أبحاث أخرى على تكنولوجيا التسجيل والبث باعتبارها مواتية لنشر المثل القومية. في أوائل القرن العشرين في أفغانستان، مزجت الموسيقا التي تُعزف في الإذاعة الأفغانية تقاليد الهندوستانية والفارسية والباشتونية والطاجيكية في أسلوب وطني واحد، ما أدى إلى طمس الخطوط العرقية بناءً على طلب من «الأيديولوجيين» القوميين. وفي الوقت نفسه تقريبًا، فشلت الدولة التركية القومية في محاولتها جعل تركيا أمة «غربية» من خلال بث الموسيقا الكلاسيكية الأوروبية إلى المناطق الريفية عندما كانت هذه المناطق تتناغم ببساطة مع الراديو المصري.

### وجهات النظر والنقد الحديث
تاريخيًا، تتضمن القومية الموسيقية استملاك الموسيقا التي تنشأ بالضرورة من تمازجات عرقية وثقافية وطبقية متميزة لغرض صريح يتمثل في تعزيز الأهداف السياسية للحركات القومية. تُرى انتقادات ما بعد الحداثة للقومية الموسيقية الإثنية من منظور المعارضة والنسبية، لا سيما من حيث صلتها بالثقافة السائدة. ونظرًا إلى أن علم الموسيقا الإثني يتماشى مع الإدراك البطيء للأنثروبولوجيا والتخصصات الأخرى لإنهاء الاستعمار الضروري لمجالاتهم الخاصة، تميل الأبحاث الحديثة حول دور الموسيقا في الحركات القومية إلى الظهور في التقاليد الأساسية لعلماء الموسيقا العرقية في البحث الميداني طويل المدى. استنتج تقرير كاثرين هيدورن عن الموسيقا الوطنية الكوبية ما بعد الثورة، والذي جُمع بعد فترات متكررة في البلاد في التسعينيات، أن تصنيف الحكومة للموسيقا والرقص الأفرو-كوبيين على أنها فولكلور وعروض مسرحية وطنية للمسرح من أجل العروض المسرحية يضر بالشرعية الدينية للتقاليد.

### الهوية والأصالة
وجدت تحليلات عديدة داخل وخارج مجال علم الموسيقا الإثني أن الموسيقا تساهم بشكل كبير في تصورات الهوية الوطنية. يجادل «وايد» بأن الطبيعة «السائلة وغير المتبلورة» للموسيقا تسمح لها بتكوين جوانب من الهويات المختلفة بل والمتناقضة.  كمثال، يشير وايد إلى هوية الموسيقا القومية الخاصة بكولومبيا والتي نشأت من موقعها على البحر الكاريبي. ومع تغلغل أنماط العولمة في البلاد، بدأ الكولومبيون في استهلاك أنواع متنوعة من الموسيقا بشكل متزايد، ما مهد الطريق لألبوم كارلوس فيفز عام 1993 الذي يضم نسخًا حديثة من أغاني فاليناتو من ثلاثينيات القرن الماضي من منطقة الساحل الكاريبي. يمكن اعتبار الاندماج مع الايقاعات العالمية مخالفًا لمفهوم الموسيقا القومية، لأنه يؤدي إلى جذب جمهور أكثر عالمية من خلال مزج أنماط الثقافات المختلفة، ما قد يضر بالأصالة الثقافية في أثناء تسليع التقاليد الثقافية.

## بولندا

### فريديريك شوبان
كان فريديريك شوبان (1810-1849) من أوائل الملحنين الذين دمجوا عناصر قومية في مؤلفاته. يقول جوزيف ماتشليس: «أثار نضال بولندا من أجل التحرر من الحكم القيصري الشاعر الوطني في بولندا. تكثر أمثلة القومية الموسيقية في إنتاج العصر الرومانسي. وتبرز المصطلح الشعبي في مازورك شوبان». تتميز المازورك والبولوني بشكل خاص باستخدامها للإيقاعات القومية. بالإضافة إلى ذلك، «خلال الحرب العالمية الثانية، منع النازيون العزف على بولوني لشوبان في وارسو بسبب الرمزية القوية الموجودة في هذه الأعمال».

### ستانيسلاف مونيوسكو
أصبح ستانيسلاف مونيوسكو (1819-1872) مرتبطًا قبل كل شيء بمفهوم الأسلوب القومي في الأوبرا. تمثل أوبرا مونيوسكو والموسيقا ككل تجسيدًا للرومانسية في القرن التاسع عشر، نظرًا للاستخدام المكثف من قبل مؤلف الألحان والقراءات والمجموعات التي تظهر بقوة في أوبراه. غالبًا ما يكمن مصدر ألحان مونيوسكو وأنماطه الإيقاعية في الفولكلور الموسيقي البولندي. واحدة من أكثر الجوانب البولندية بوضوح في موسيقاه هي الأشكال التي يستخدمها، بما في ذلك الرقصات الشعبية بين الطبقات العليا مثل البولونيز والمازورك، والإيقاعات والرقصات الشعبية مثل كوجاويك وكراكوفياك.

## ألمانيا

### كارل ماريا فون ويبر
كان كارل ماريا فون ويبر (1786-1826) الملحن لأول أوبرا رومانسية ألمانية، دير فريشوتز، والتي كانت تعتبر رد فعل على نابليون. ومن المُفارَقات أنه قام أيضًا بتأليف أوبرا باللغة الإنجليزية بعنوان أوبيرون.

### ريتشارد فاجنر
قام ريتشارد فاجنر (1813-1883) بتأليف العديد من الأوبرات الملحمية المؤيدة لألمانيا. لقد كان مؤيدًا لتوحيد ألمانيا طوال حياته. ومع ذلك، فإن معادته للسامية كانت مصدر إلهام لأدولف هتلر.

## روسيا

### ميخائيل جلينكا
كان ميخائيل جلينكا (1804-1857) ملحنًا روسيًا ومؤسس المدرسة القومية الروسية في الموسيقا.

### الخمسة الأقوياء
كان الخمسة الأقوياء (المعروفون أيضًا باسم قبضة الجبابرة والمدرسة الروسية الجديدة) خمسة ملحنين روس بارزين في القرن التاسع عشر عملوا معًا لإنشاء موسيقا كلاسيكية روسية مميزة: ميلي بالاكيرف (القائد) وسيزار كوي وموديست موسورجسكي ونيكولاي ريمسكي -كورساكوف وألكسندر بورودين.